# کرباسک
کرباسک، روستایی در دهستان کرباسک بخش کرباسک شهرستان زابل در استان سیستان و بلوچستان ایران است. این روستا، مرکز بخش کرباسک است.

## جمعیت
بر پایه سرشماری عمومی نفوس و مسکن در سال ۱۳۹۵، جمعیت این روستا برابر با ۱٬۳۱۳ نفر (۳۶۹ خانوار) بوده است.